# オリハ・ゼムリャク
オリハ・ゼムリャク(ウクライナ語: Земляк Ольга Миколаївна、ロシア語: Земляк Ольга Николаевна、Zemlyak、ラテン文字翻字:Olha Mikolaivna,　1990年1月16日‐）はウクライナ・リウネ出身の陸上競技選手。400m走を専門とする。400mのベストは2016年リオデジャネイロオリンピックで出した50秒75。
2014年のヨーロッパ選手権女子400mの銀メダリスト。2016年のリオデジャネイロオリンピックでは400mで決勝に進み7位に入賞した。

## 経歴

### 2009-2011
2009年、ヨーロッパジュニア選手権においてゼムリャクはドーピング検査で禁止薬物のノランドロステロンに陽性反応を示し、2年間の出場停止処分を受けた。同大会における記録は取り消され、またゼムリャクが出場した4x400mリレーの金メダルも剥奪された。出場停止処分は2011年8月24日に解けた。  

### 2012
- 2012年6月29日、ヨーロッパ選手権（ヘルシンキ）で第4位に入賞（52秒01）[6]。その2日後の7月1日に行われた4×400mリレーでゼムリャクは第2走者を務め、ウクライナチームはフランスを僅差で押さえて優勝した[6]。

- 2012年8月のロンドンオリンピックでは4x400mリレーのメンバーとして決勝で第2走者を務め、アメリカ、ロシア、ジャマイカに次いで4位になった[7]。

### 2013
- 2013年8月のモスクワ世界陸上でゼムリャクは個人の400mでは出場しなかったが[8]、4×400mリレーのメンバーに選ばれ、予選では第2走者を務めた。ウクライナチームは予選3着でゴールしたが、タイムで拾われて決勝に進んだ[9]。決勝でウクライナは5着でゴールしたが、ゼムリャクは決勝では走っていない[10]。

### 2014
- 2014年6月、ドイツ・ブラウンシュバイヒで行われたヨーロッパ陸上選手権チーム戦において、ゼムリャクは52秒28で全体の3位だった。4×400mリレーでゼムリャクは最終走者を務め、地元ドイツを抑えて1着でゴールした。

- 同年8月にチューリッヒで行われたヨーロッパ選手権でゼムリャクは決勝まで進み、51秒36で2着になり銀メダルを獲得した[11]。4×400mリレーでウクライナチームは決勝に進み、3分24秒32で準優勝した[11]。ゼムリャクはこのリレーの決勝でアンカーを務めた[12]。

- 2014年9月13日、モロッコ・マラケシュで行われたコンチネンタルカップにおいて、ゼムリャクは51秒00の自己新記録で5位に入賞した[13]。

### 2015
- 2015年8月、北京で開催された世界選手権では400mにエントリー。予選で52秒00を出して5着になったが、準決勝に進むことはできなかった。[14]　同世界選手権の4×400mリレーではウクライナチームの第1走者として決勝に進み、決勝では3分25秒94でチームは5着だった。[15]

### 2016
- ヨーロッパ選手権では400mと4×400mリレーに出場。400mでは準決勝に進んだものの、52秒58で5位に終わり決勝に進むことができなかった。4×400mリレーでは決勝まで進んだが、ウクライナチームは6位だった。[16]
- リオデジャネイロオリンピックの400mにエントリー。予選ではアリソン・フェリックスに次ぐ2着でゴールし、準決勝に進出。翌日の準決勝では自己ベストとなる50秒75で走り3着でゴール。2着までには入れなかったものの、タイムで拾われて決勝に進んだ。8月15日に行われた決勝では全力を尽くしたが、51秒24で7着に終わった。　[17]
- リオデジャネイロオリンピックでは4x400mリレーにも出場し、予選と決勝でアンカーを務めた。決勝でウクライナは3分26秒64で第5位に入賞した。[18]

### 2017
- 5月13日、上海で行われたダイヤモンドリーグで400mに出場しシーズンベストの50秒89を記録。[19]
- ゼムリャクは8月にロンドンで開催される世界選手権に400mと4×400mリレーでエントリー。しかし陸上競技の不正を監視する独立機関「アスレチックス・インテグリティ・ユニット（AIU）」は開会直前の8月3日、ゼムリャクとオレーシャ・ポブ（Olesya Povkh）のウクライナ選手2人に対し、禁止薬物を使用したとして暫定的な資格停止処分を科した。[20]このためゼムリャクは世界選手権に出場することができなくなった。

## 大会の成績
| 年              | 大会                     | 会場                       | 結果            | 種目            | 補足            |                 |
| 代表 ウクライナ | 代表 ウクライナ          | 代表 ウクライナ            | 代表 ウクライナ | 代表 ウクライナ | 代表 ウクライナ | 代表 ウクライナ |
| --------------- | ------------------------ | -------------------------- | --------------- | --------------- | --------------- | --------------- |
| 2008            | ジュニア世界選手権       | ビドゴシチ, ポーランド     | 18位(準決勝)    | 400 m           | 54.66           |                 |
| 2008            | ジュニア世界選手権       | ビドゴシチ, ポーランド     | 準優勝          | 4×400mリレー    | 3:34.20         |                 |
| 2012            | ヨーロッパ選手権         | ヘルシンキ, フィンランド   | 4位             | 400 m           | 52.01           |                 |
| 2012            | ヨーロッパ選手権         | ヘルシンキ, フィンランド   | 優勝            | 4×400mリレー    | 3:25.07 (EL)    |                 |
| 2012            | オリンピック             | ロンドン, 英国             | 4位             | 4×400mリレー    | 3:23.57         |                 |
| 2014            | ヨーロッパ選手権チーム戦 | ブラウンシュバイヒ, ドイツ | 3位             | 400 m           | 52.28           |                 |
| 2014            | ヨーロッパ選手権チーム戦 | ブラウンシュバイヒ, ドイツ | 優勝            | 4×400mリレー    | 3:27.66         |                 |
| 2014            | ヨーロッパ選手権         | チューリヒ, スイス         | 準優勝          | 400 m           | 51.36           |                 |
| 2014            | ヨーロッパ選手権         | チューリヒ, スイス         | 準優勝          | 4×400mリレー    | 3:24.32         |                 |
| 2015            | 世界選手権               | 北京、中国                 | 27位 (予選)     | 400 m           | 52.00           |                 |
| 2015            | 世界選手権               | 北京、中国                 | 5位             | 4×400mリレー    | 3:25.94         |                 |
| 2016            | ヨーロッパ選手権         | アムステルダム, オランダ   | 準決勝5着       | 400 m           | 52.58           |                 |
| 2016            | ヨーロッパ選手権         | アムステルダム, オランダ   | 6位             | 4×400mリレー    | 3:27.64         |                 |
| 2016            | オリンピック             | リオデジャネイロ, ブラジル | 7位             | 400 m           | 51.24           |                 |
| 2016            | オリンピック             | リオデジャネイロ, ブラジル | 5位             | 4×400mリレー    | 3:26.64         |                 |